# Francolim-de-finsch
O francolim-de-finsch, também chamado francolim-de-cara-ruiva, (Scleroptila finschi) é uma espécie de ave da família Phasianidae.
Pode ser encontrada nos seguintes países: Angola, República do Congo, República Democrática do Congo e Gabão.